# Meliore di Jacopo

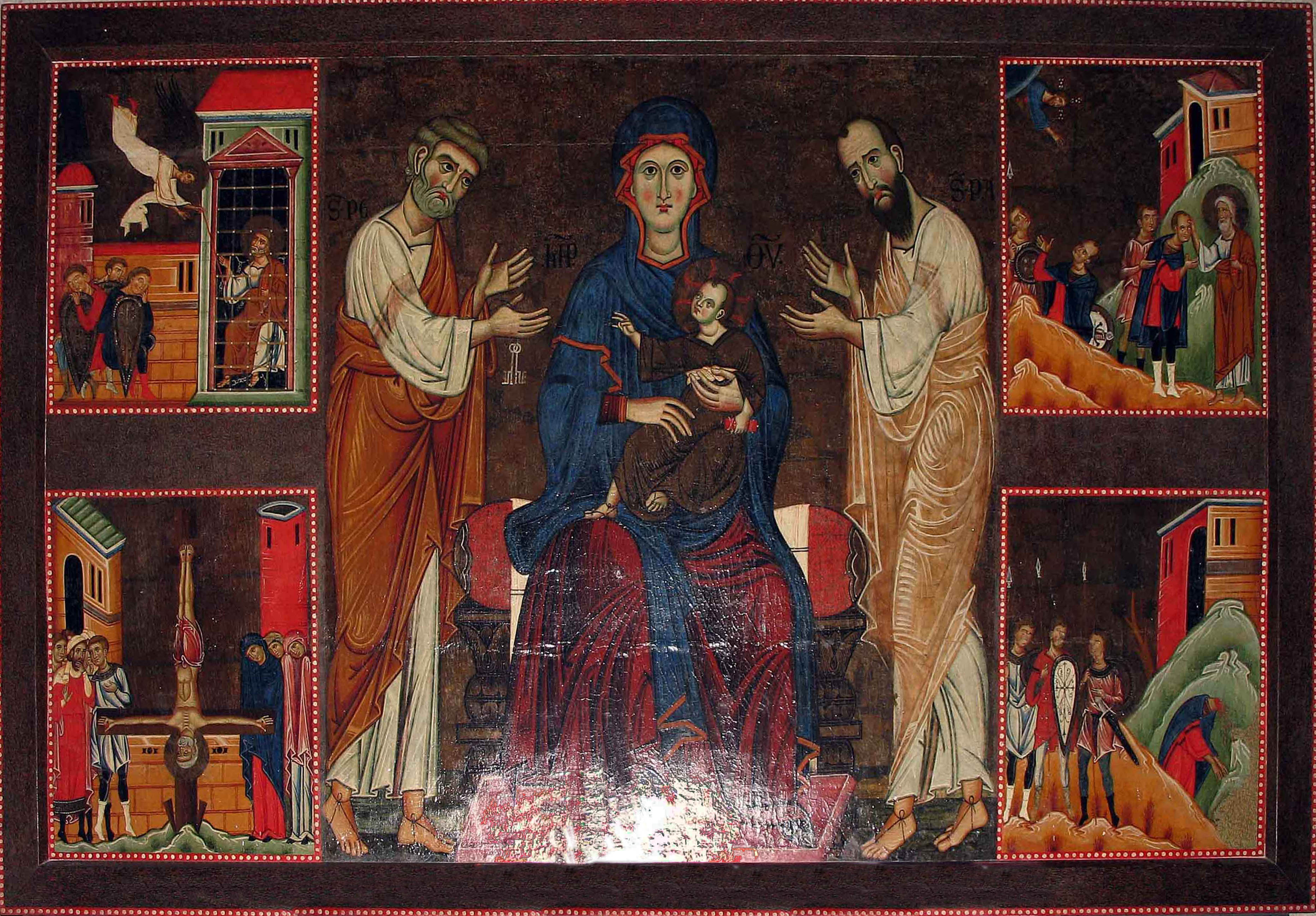
Madonna col Bambino in trono fra i Santi Pietro e Paolo dalla, Pieve di San Leolino à Panzano

Meliore di Jacopo, ou simplement Meliore, est un peintre italien de l'école florentine de la pré-Renaissance du XIIIe siècle.

## Biographie
Meliore di Jacopo opère dans le Duecento (XIIIe siècle), une époque où peu de peintres sont attestés de leur propre signature par des documents historiques contemporains et dont, par conséquent, l'attribution des œuvres reste incertaine.
Sa première référence comme peintre remonte à 1260, lorsqu'il figure comme Megliore dipintore dans la liste des citoyens de Florence qui prirent part à la bataille de Montaperti.
Ses œuvres juvéniles remontent  aux années  1250 à 1260, avec la Madonna col Bambino in trono fra i Santi Pietro e Paolo de la paroisse de San Leolino à Panzano, la Madonna Stoclet, de la collection Adolphe Stoclet et la Madonna col Bambino à l'Art Institute of Chicago.
Ces œuvres sont influencées des stylisations géométriques du Maestro del Bigallo, domaine de  sa formation artistique.
Ses œuvres suivantes ont été rassemblées autour d'une œuvre-clé signée et datée 1271, un retable conservé aux Offices qui représente un Cristo benedicente fra San Pietro, la Vergine, San Giovanni Evangelista e San Paolo, avec un nouveau style artistique qui indique généralement la maturité de cet artiste, avec les traits particuliers des physionomies, auxquels il restera toujours fidèle, de certains graphismes raffinés  et des reflets des drapés, semblables à quelques décorations de Cimabue, qui décorent minutieusement l'image, mais qui  en aplatissent inévitablement la composition.
Datée d'entre 1270 et 1275, sa Madonna con Bambino e due angeli initialement à l'église Santa Maria a Bagnano, est  conservée au musée d'art sacré de Certaldo.
Sa Madonna col Bambino di Santo Stefano à Montefioralle (Greve in Chianti) est une œuvre plus tardive datant de 1270-1280 environ, où on relève un mûrissement artistique ultérieur, conforme aux nouveautés de Giotto, avec une poussée majeure vers l'expressivité et un sens de l'espace  plus  tridimensionnel.
D'attribution incertaine, la Madonna col Bambino du musée d'art sacré de Tavarnelle Val di Pesa, peut-être peinte dans une phase de rapprochement de l'œuvre de Coppo di Marcovaldo, qu'il a connu à Sienne après la bataille de Montaperti et avec lequel il collabora à Florence, aussi dans  la Madonna con bambino de l'église Santa Maria Maggiore (attribution de toute façon beaucoup discutée, peut-être une œuvre byzantine du XIIe siècle), mais plus sûrs ses travaux pour la décoration de mosaïque de la coupole du baptistère avec le célèbre Giudizio Universale (Jugement dernier), exécuté entre 1260 et 1275 environ. À Meliore, auraient été attribuées quelques portions du Paradis, comme les anges et les apôtres dans la partie supérieure.

## Œuvres
- Cristo tra i Santi Francesco e Antonio da Padova, chiesa di San Francesco (1270), Barberino Val d'Elsa, datée et signée
- Cristo benedicente fra San Pietro, la Vergine, San Giovanni Evangelista e San Paolo (1271), Galerie des Offices, Florence, datée et signée

### Attribuées
- Madonna col Bambino in trono fra i Santi Pietro e Paolo (1255-1260), Pieve di San Leolino, Panzano frazione de Greve in Chianti
- 1270 - 1275, Madonna con Bambino e due angeli (1270-1275), musée d'art sacré, Certaldo
- 1270 - 1275, Madonna col Bambino in trono e due angeli (1270-1275), chiesa di Santo Stefano, Montefioralle, frazione de Greve in Chianti
- 1270 - 1280, Madonna col Bambino (1270-1275), musée d'art sacré, Tavarnelle Val di Pesa
- Madonna Stoclet (av. 1270), collection Langton, Douglas et Adolphe Stoclet
- Madonna con Bambino (av. 1270), Art Institute of Chicago

## Liens et références externes
- Notices d'autorité :   - VIAF